# سرزمین سایه‌ها (فیلم)
سرزمین سایه‌ها (به انگلیسی: Shadowlands) نام فیلم درامی است که در سال ۱۹۹۳ به کارگردانی ریچارد اتنبرا و دربارهٔ زندگی و رابطهٔ عاشقانهٔ سی.اس. لوئیس، شخصیت دانشگاهی و جوی دیویدمن، شاعر، ساخته شد. دبرا وینگر موفق شد برای بازی در این فیلم برای دریافتِ جایزه اسکار بهترین بازیگر نقش اول زن نامزد شود.

## طرح
در دهه ۱۹۵۰، سی. اس. لوئیس، مرد مجرد میانسال و کم‌حرف، استاد دانشگاه آکسفورد در کالج مگدالن و نویسنده مجموعه کتاب‌های کودکان «سرگذشت نارنیا» است. او در سفری به انگلستان با شاعر آمریکایی متأهل، جوی دیویدمن گرشام، و پسر خردسالش داگلاس، آشنا می‌شود، در حالی که هنوز از شرایط ازدواج پرآشوب گرشام خبر ندارد.
آنچه که به عنوان یک ملاقات رسمی دو ذهن بسیار متفاوت آغاز می‌شود، به آرامی به احساسی از ارتباط و عشق تبدیل می‌شود. زندگی آرام لوئیس با برادرش وارنی توسط گرشام رک‌گو مختل می‌شود، کسی که رفتار بی‌پروای او به شدت با حساسیت‌های سفت و سخت دانشگاه تحت سلطه مردان در تضاد است. هر یک از آنها روش‌های جدیدی برای دیدن جهان در اختیار دیگری قرار می‌دهد.
وقتی جوی به سرطان مبتلا می‌شود، احساسات عمیق‌تری در او شکل می‌گیرد و این دو با هم ازدواج می‌کنند. باورهای لوئیس زمانی که همسرش سعی می‌کند او را برای مرگش آماده کند، مورد آزمایش قرار می‌گیرد.

## بازیگران
- آنتونی هاپکینز در نقش سی. اس. "جک" لوئیس

- دبرا وینگر در نقش جوی دیویدمن

- ادوارد هاردویک در نقش وارن "وارنی" لوئیس

- جوزف مازلو در نقش داگلاس گرشام

- جیمز فرین در نقش پیتر ویسلر

- جولیان فلوز در نقش دزموند آردینگ

- مایکل دنیسون در نقش هری هرینگتون

- جان وود در نقش کریستوفر رایلی

- پیتر فرث در نقش دکتر کریگ

- تیم مک‌مولان در نقش نیک فارل

- رابرت فلمینگ در نقش کلود برد

## پذیرایی
پذیرش انتقادی
فیلم سرزمین سایه ها نقدهای مثبتی از منتقدان دریافت کرد. وب‌سایت جمع‌آوری نقد راتن تومیتوز گزارش داد که ۹۷٪ منتقدان بر اساس ۳۰ نقد، به این فیلم نقد مثبت داده‌اند و میانگین امتیاز آن ۸.۰۲/۱۰ است. نظر منتقدان این سایت این است: «به لطف بازی‌های درخشان دبرا وینگر و به‌ویژه آنتونی هاپکینز، سرزمین سایه ها تصویری عمیقاً تأثیرگذار از عاشقانه‌ی محقق بریتانیایی سی. اس. لوئیس با شاعر آمریکایی جوی گرشام است.»
راجر ایبرت از شیکاگو سان-تایمز این فیلم را «هوشمندانه، تأثیرگذار و با بازی‌های زیبا» نامید.
ریتا کمپلی از واشنگتن پست آن را «یک فیلم گریه‌آور درجه یک» و «یک فیلم دستمالی باسوادانه» توصیف کرد و افزود: «فیلمنامه ویلیام نیکلسون سرشار از محتوا و شوخ‌طبعی است، هرچند اساساً یک سریال آبکی با بورسیه رودز است... [وینگر] و هاپکینز به داستانی که در واقع داستانی نسبتاً بی‌مزه از عشقی است که قرار بود باشد، لطافت و وقار زیادی می‌بخشند.»
امانوئل لوی در ورایتی اظهار داشت: «این گواهی بر ظرافت نویسندگی ویلیام نیکلسون است... که درام هم در سطح شخصی و هم در سطح جمعی به طور مؤثر عمل می‌کند... اتنبورو کارگردانی متواضع و بی‌تکلفی را انتخاب می‌کند که در خدمت مواد و بازیگران است... هاپکینز افتخار دیگری به دستاوردهای اخیر خود اضافه می‌کند. مثل همیشه، در گفتار او موسیقی وجود دارد و هیچ چیز در مورد بازیگری او بیش از حد عمدی یا اجباری نیست... وینگر پس از سال‌ها حضور در فیلم‌های بی‌هدف و بی‌تأثیر، بالاخره نقشی شایسته استعداد خود را بازی می‌کند.»
گیشه
«سرزمین سایه‌ها» در ایالات متحده و کانادا ۲۵.۸ میلیون دلار فروش داشت و سپس در بریتانیا ۴,۸۶۲,۳۱۴ پوند فروش داشت که از «پیانو» به عنوان پرفروش‌ترین درام تاریخی در بریتانیا پیشی گرفت. در سراسر جهان ۵۲ میلیون دلار فروش داشت.